# Poliedru Johnson
În geometrie, un poliedru Johnson este un poliedru strict convex ale cărui fețe sunt poligoane regulate. Nu există condiția ca toate fețele să fie același poligon sau că aceleași poligoane să se întâlnească în jurul fiecărui vârf. Un exemplu de poliedru Johnson este piramida pătrată echilaterală, J1, care are o față pătrată și 4 fețe triunghiulare. Unii autori cer ca poliedrul să nu fie uniform, adică să nu fie poliedru platonic, poliedru arhimedic, prismă uniformă sau antiprismă uniformă, pe care nu le consideră „poliedre Johnson”.
Ca la orice poliedru strict convex, cel puțin trei fețe se întâlnesc în fiecare vârf, iar suma unghiurilor lor din dreptul unui vârf este mai mică de 360°. Deoarece un poligon regulat are unghiuri de cel puțin 60 de grade, rezultă că cel mult cinci fețe se întâlnesc în orice vârf. Piramida pentagonală (J2) este un exemplu care are un vârf de gradul 5.
Deși nu există nicio restricție evidentă că un anumit poligon regulat nu ar putea fi o față a unui poliedru Johnson, se pare că fețele poliedrelor Johnson care nu sunt uniforme (adică nu sunt un poliedru platonic, arhimedic, prismă sau antiprismă uniforme) au întotdeauna 3, 4, 5, 6, 8 sau 10 laturi.
În 1966, Norman Johnson a publicat o listă care include toate cele 92 de poliedre Johnson (excluzând cele 5 poliedre platonice, cele 13 poliedre arhimedice și infinit de multele prisme și antiprisme uniforme) și le-a dat numele și numerele lor. El nu a demonstrat că există doar 92, dar a conjecturat că nu există altele. În 1967 Victor Zalgaller a demonstrat că lista lui Johnson era completă.
Dintre poliedrele Johnson, girobicupola pătrată alungită (J 37 ), numită și pseudorombicuboctaedru, este unică prin faptul că este uniformă local la nivel de vârf: în fiecare vârf se întâlnesc 4 fețe, iar dispunerea lor este întotdeauna aceeași: 3 pătrate și 1 triunghi. Totuși, ea nu este tranzitivă pe vârfuri, deoarece are izometrie diferită în vârfuri diferite, făcându-l mai degrabă un poliedru Johnson decât un poliedru arhimedic.

## Denumiri
Denumirile poliedrelor Johnson se formează pe baza unei formule descriptive flexibile și precise, astfel încât multe poliedre pot fi denumite în moduri diferite fără a compromite acuratețea lor ca descriere. Majoritatea poliedrelor Johnson pot fi construite din primele câteva piramide, cupole și rotonde, împreună cu poliedrele platonice și arhimedice, prisme și antiprisme. În limba română începutul numelui unui anumit poliedru va conține aceste noțiuni. De acolo, o serie de prefixe și sufixe sunt atașate cuvântului pentru a indica adăugiri, rotații și transformări:
- Bi- indică că două copii ale poliedrului respectiv sunt lipite bază la bază. Pentru cupole și rotonde, cele două poliedre pot fi lipite astfel încât fețele lor să corespundă (orto-), sau nu (giro- = rotite). Folosind această nomenclatură, un octaedru poate fi descris ca o bipiramidă pătrată, un cuboctaedru ca o girobicupolă triunghiulară iar un icosidodecaedru ca o girobirotondă pentagonală.
- Alungită indică că o prismă este lipită la baza poliedrului respectiv sau între baze în cazul bi-poliedrelor. Un rombicuboctaedru poate fi astfel descris ca o ortobicupolă pătrată alungită.
- Giroalungită indică că o antiprismă este lipită la baza poliedrului respectiv sau între baze în cazul bi-poliedrelor. Un icosaedru poate fi astfel descris ca o bipiramidă pentagonală giroalungită.
- Augmentată indică că un alt poliedru, și anume o piramidă sau cupolă, este lipită la una sau mai multe fețe ale poliedrului respectiv.
- Diminuată indică eliminarea unei piramide sau cupole de pe una sau mai multe fețe ale poliedrului respectiv.
- Girată indică că o cupolă montată pe sau existentă în poliedrul respectiv este rotită astfel încât diferite margini să se potrivească, ca în diferența dintre orto și girobicupole.

Ultimele trei operații — augmentare, diminuare și girare — pot fi efectuate de mai multe ori la anumite poliedre mari. Bi- și Tri- indică o operație dublă, respectiv triplă. De exemplu, un poliedru bigirat are două cupole rotite, iar un poliedru tridiminuat are trei piramide sau cupole îndepărtate.
La anumite poliedre mari se face distincția între poliedrele la care fețele modificate sunt paralele și poliedrele în care fețele modificate sunt oblice. Para- indică primul caz, că poliedrul respectiv are fețele paralele modificate, iar Meta- indică al doilea caz, că poliedrul respectiv are fețele oblice modificate. De exemplu, un poliedru parabiaugmentat a avut două fețe paralele augmentate, iar un poliedru metabigirat a avut două fețe oblice rotite.
Ultimele câteva poliedre Johnson au nume bazate pe anumite complexe poligonale din care sunt asamblate. Aceste nume sunt definite de Johnson în modul următor:
- O lună este un complex de două triunghiuri atașate la laturile opuse ale unui pătrat.
- Sfeno- indică un complex format din două lune adiacente în lung la nivelul triunghurilor. Bisfeno- indică două astfel de complexe.
- Hebesfeno- indică un complex de trei lune alăturate.
- Coroană este un complex asemănător unei coroane, din opt triunghiuri.
- Megacoroană este un complex mai mare asemănător unei coroane, din 12 triunghiuri.
- Sufixul -cingulum indică o centură de 12 triunghiuri.

## Enumerare

### Piramide, cupole și rotonde
Primele 6 poliedre Johnson sunt piramide, cupole sau rotonde cu cel mult 5 fețe laterale. Piramidele și cupolele cu 6 sau mai multe fețe laterale sunt coplanare și, prin urmare, nu sunt poliedre Johnson.

#### Piramide
Primele două poliedre Johnson, J1 și J2, sunt piramide. Piramida triunghiulară este tetraedrul regulat, deci nu este un poliedru Johnson. J1 și J2 reprezintă părți ale poliedrelor regulate.
| Regulat                            | J1               | J2                   |
| ---------------------------------- | ---------------- | -------------------- |
| Piramidă triunghiulară (Tetraedru) | Piramidă pătrată | Piramidă pentagonală |
|                                    |                  |                      |
|                                    |                  |                      |
| Poliedre regulate conexe           |                  |                      |
| Tetraedru                          | Octaedru         | Icosaedru            |
|                                    |                  |                      |

#### Cupole și rotonde
Următoarele patru poliedre Johnson sunt trei cupole și o rotondă. Ele sunt părți ale poliedrelor uniforme.
| Cupolă                                             | Cupolă               | Cupolă           | Cupolă              | Rotondă             |
| Uniforme                                           | J3                   | J4               | J5                  | J6                  |
| -------------------------------------------------- | -------------------- | ---------------- | ------------------- | ------------------- |
| Fastigium (Cupolă digonală) (Prismă triunghiulară) | Cupolă triunghiulară | Cupolă pătrată   | Cupolă pentagonală  | Rotondă pentagonală |
|                                                    |                      |                  |                     |                     |
|                                                    |                      |                  |                     |                     |
| Poliedre uniforme conexe                           |                      |                  |                     |                     |
|                                                    | Cuboctaedru          | Rombicuboctaedru | Rombicosidodecaedru | Icosidodecaedru     |
|                                                    |                      |                  |                     |                     |

### Piramide modificate
Poliedrele Johnson 7–17 sunt derivate din piramide.

#### Piramide alungite și giroalungite
În piramida triunghiulară giroalungită, trei perechi de triunghiuri adiacente sunt coplanare și formează câte un romb nepătrat, deci nu este un poliedru Johnson.
| Piramide alungite               | Piramide alungite         | Piramide alungite                       | Piramide giroalungite                                               | Piramide giroalungite               | Piramide giroalungite                       |
| J7                              | J8                        | J9                                      | Coplanar                                                            | J10                                 | J11                                         |
| ------------------------------- | ------------------------- | --------------------------------------- | ------------------------------------------------------------------- | ----------------------------------- | ------------------------------------------- |
| Piramidă triunghiulară alungită | Piramidă pătrată alungită | Piramidă pentagonală alungită           | Piramidă triunghiulară giroalungită (trapezoedru trigonal diminuat) | Piramidă pătrată giroalungită       | Piramidă pentagonală giroalungită           |
|                                 |                           |                                         |                                                                     |                                     |                                             |
|                                 |                           |                                         |                                                                     |                                     |                                             |
| Augmentate de la poliedrele     |                           |                                         |                                                                     |                                     |                                             |
| tetraedru prismă triunghiulară  | piramidă pătrată cub      | piramidă pentagonală prismă pentagonală | tetraedru octaedru                                                  | piramidă pătrată antiprismă pătrată | piramidă pentagonală antiprismă pentagonală |
|                                 |                           |                                         |                                                                     |                                     |                                             |

#### Bipiramide
Bipiramida pătrată este octaedrul regulat, în timp ce bipiramida pentagonală giroalungită este icosaedrul regulat, deci nu sunt solide Johnson. În bipiramida triunghiulară giroalungită șase perechi de triunghiuri adiacente sunt coplanare și formează romburi nepătrate, deci, de asemenea, nu este un solid Johnson.
| Bipiramide                  | Bipiramide                    | Bipiramide             | Bipiramide alungite               | Bipiramide alungite         | Bipiramide alungite                     | Bipiramide giroalungite                                      | Bipiramide giroalungite             | Bipiramide giroalungite                         |
| J12                         | Regulat                       | J13                    | J14                               | J15                         | J16                                     | Coplanar                                                     | J17                                 | Regulat                                         |
| --------------------------- | ----------------------------- | ---------------------- | --------------------------------- | --------------------------- | --------------------------------------- | ------------------------------------------------------------ | ----------------------------------- | ----------------------------------------------- |
| Bipiramidă triunghiulară    | Bipiramidă pătrată (octaedru) | Bipiramidă pentagonală | Bipiramidă triunghiulară alungită | Bipiramidă pătrată alungită | Bipiramidă pentagonală alungită         | Bipiramidă triunghiulară giroalungită (trapezoedru trigonal) | Bipiramidă pătrată giroalungită     | Bipiramidă pentagonală giroalungită (icosaedru) |
|                             |                               |                        |                                   |                             |                                         |                                                              |                                     |                                                 |
|                             |                               |                        |                                   |                             |                                         |                                                              |                                     |                                                 |
| Augmentate de la poliedrele |                               |                        |                                   |                             |                                         |                                                              |                                     |                                                 |
| tetraedru                   | piramidă pătrată              | piramidă pentagonală   | tetraedru prismă triunghiulară    | piramidă pătrată cub        | piramidă pentagonală prismă pentagonală | tetraedru octaedru                                           | piramidă pătrată antiprismă pătrată | piramidă pentagonală antiprismă pentagonală     |
|                             |                               |                        |                                   |                             |                                         |                                                              |                                     |                                                 |

### Cupole și rotonde modificate
Poliedrele Johnson 18–48 derivă din cupole și rotonde.

#### Cupole și rotonde alungite și giroalungite
| Cupole alungite                     | Cupole alungite                        | Cupole alungite                  | Cupole alungite                      | Rotondă alungită                      | Cupole giroalungite                     | Cupole giroalungite                        | Cupole giroalungite                  | Cupole giroalungite                      | Rotondă giroalungită                      |
| Coplanar                            | J18                                    | J19                              | J20                                  | J21                                   | Concav                                  | J22                                        | J23                                  | J24                                      | J25                                       |
| ----------------------------------- | -------------------------------------- | -------------------------------- | ------------------------------------ | ------------------------------------- | --------------------------------------- | ------------------------------------------ | ------------------------------------ | ---------------------------------------- | ----------------------------------------- |
| Fastigium alungit                   | Cupolă triunghiulară alungită          | Cupolă pătrată alungită          | Cupolă pentagonală alungită          | Rotondă pentagonală alungită          | Fastigium giroalungit                   | Cupolă triunghiulară giroalungită          | Cupolă pătrată giroalungită          | Cupolă pentagonală giroalungită          | Rotondă pentagonală giroalungită          |
|                                     |                                        |                                  |                                      |                                       |                                         |                                            |                                      |                                          |                                           |
|                                     |                                        |                                  |                                      |                                       |                                         |                                            |                                      |                                          |                                           |
| Augmentate de la poliedrele         |                                        |                                  |                                      |                                       |                                         |                                            |                                      |                                          |                                           |
| Prismă pătrată Prismă triunghiulară | Prismă hexagonală Cupolă triunghiulară | Prismă octogonală Cupolă pătrată | Prismă decagonală Cupolă pentagonală | Prismă decagonală Rotondă pentagonală | Antiprismă pătrată Prismă triunghiulară | Antiprismă hexagonală Cupolă triunghiulară | Antiprismă octogonală Cupolă pătrată | Antiprismă decagonală Cupolă pentagonală | Antiprismă decagonală Rotondă pentagonală |
|                                     |                                        |                                  |                                      |                                       |                                         |                                            |                                      |                                          |                                           |

#### Bicupole
Girobicupola triunghiulară este un poliedru arhimedic (în acest caz cuboctaedrul), deci nu este un poliedru Johnson.
| Ortobicupole                | Ortobicupole               | Ortobicupole         | Ortobicupole             | Girobicupole         | Girobicupole                             | Girobicupole         | Girobicupole             |
| Coplanar                    | J27                        | J28                  | J30                      | J26                  | Semiregulat                              | J29                  | J31                      |
| --------------------------- | -------------------------- | -------------------- | ------------------------ | -------------------- | ---------------------------------------- | -------------------- | ------------------------ |
| Ortobifastigium             | Ortobicupolă triunghiulară | Ortobicupolă pătrată | Ortobicupolă pentagonală | Girobifastigium      | Girobicupolă triunghiulară (cuboctaedru) | Girobicupolă pătrată | Girobicupolă pentagonală |
|                             |                            |                      |                          |                      |                                          |                      |                          |
|                             |                            |                      |                          |                      |                                          |                      |                          |
| Augmentate de la poliedrele |                            |                      |                          |                      |                                          |                      |                          |
| Prismă triunghiulară        | Cupolă triunghiulară       | Cupolă pătrată       | Cupolă pentagonală       | Prismă triunghiulară | Cupolă triunghiulară                     | Cupolă pătrată       | Cupolă pentagonală       |
|                             |                            |                      |                          |                      |                                          |                      |                          |

#### Cupole-rotonde și birotonde
Girobirotonda pentagonală este un poliedru arhimedic (în acest caz icosidodecaedrul), deci nu este un poliedru Johnson.
| Cupole-rotonde                         | Cupole-rotonde                         | Birotonde                 | Birotonde                                   |
| J32                                    | J33                                    | J34                       | Semiregulat                                 |
| -------------------------------------- | -------------------------------------- | ------------------------- | ------------------------------------------- |
| Ortocupolărotondă pentagonală          | Girocupolărotondă pentagonală          | Ortobirotondă pentagonală | Girobirotondă pentagonală (icosidodecaedru) |
|                                        |                                        |                           |                                             |
|                                        |                                        |                           |                                             |
| Augmentate de la poliedrele            |                                        |                           |                                             |
| Cupolă pentagonală Rotondă pentagonală | Cupolă pentagonală Rotondă pentagonală | Rotondă pentagonală       | Rotondă pentagonală                         |
|                                        |                                        |                           |                                             |

#### Bicupole alungite
Ortobicupola pătrată alungită este un poliedru arhimedic (în acest caz rombicuboctaedrul), deci nu este un poliedru Johnson.
| Ortobicupole alungite               | Ortobicupole alungite                  | Ortobicupole alungite                            | Ortobicupole alungite                | Girobicupole alungite               | Girobicupole alungite                  | Girobicupole alungite            | Girobicupole alungite                |
| Coplanar                            | J35                                    | Semiregulat                                      | J38                                  | Coplanar                            | J36                                    | J37                              | J39                                  |
| ----------------------------------- | -------------------------------------- | ------------------------------------------------ | ------------------------------------ | ----------------------------------- | -------------------------------------- | -------------------------------- | ------------------------------------ |
| Ortobifastigium                     | Ortobicupolă triunghiulară alungită    | Ortobicupola pătrată alungită (rombicuboctaedru) | Ortobicupolă pentagonală alungită    | Girobifastigium alungit             | Girobicupolă triunghiulară alungită    | Girobicupolă pătrată alungită    | Girobicupolă pentagonală alungită    |
|                                     |                                        |                                                  |                                      |                                     |                                        |                                  |                                      |
|                                     |                                        |                                                  |                                      |                                     |                                        |                                  |                                      |
| Augmentate de la poliedrele         |                                        |                                                  |                                      |                                     |                                        |                                  |                                      |
| Prismă pătrată Prismă triunghiulară | Prismă hexagonală Cupolă triunghiulară | Prismă octogonală Cupolă pătrată                 | Prismă decagonală Cupolă pentagonală | Prismă pătrată Prismă triunghiulară | Prismă hexagonală Cupolă triunghiulară | Prismă octogonală Cupolă pătrată | Prismă decagonală Cupolă pentagonală |
|                                     |                                        |                                                  |                                      |                                     |                                        |                                  |                                      |

#### Cupole-rotonde și birotonde alungite
| Cupole-rotonde alungite                                  | Cupole-rotonde alungite                                  | Birotonde alungite                    | Birotonde alungite                    |
| J40                                                      | J41                                                      | J42                                   | J43                                   |
| -------------------------------------------------------- | -------------------------------------------------------- | ------------------------------------- | ------------------------------------- |
| Ortocupolărotondă pentagonală alungită                   | Girocupolărotondă pentagonală alungită                   | Ortobirotondă pentagonală alungită    | Girobirotondă pentagonală alungită    |
|                                                          |                                                          |                                       |                                       |
|                                                          |                                                          |                                       |                                       |
| Augmentate de la poliedrele                              |                                                          |                                       |                                       |
| Prismă decagonală Cupolă pentagonală Rotondă pentagonală | Prismă decagonală Cupolă pentagonală Rotondă pentagonală | Prismă decagonală Rotondă pentagonală | Prismă decagonală Rotondă pentagonală |
|                                                          |                                                          |                                       |                                       |

#### Bicupole giroalungite, cupole-rotonde și birotonde
Aceste poliedre Johnson au două forme chirale.
| Bicupole giroalungite                   | Bicupole giroalungite                      | Bicupole giroalungite                | Bicupole giroalungite                    | Cupolă-rotondă giroalungită                                  | Birotondă giroalungită                    |
| Concav                                  | J44                                        | J45                                  | J46                                      | J47                                                          | J48                                       |
| --------------------------------------- | ------------------------------------------ | ------------------------------------ | ---------------------------------------- | ------------------------------------------------------------ | ----------------------------------------- |
| Bifastigium giroalungit                 | Bicupolă triunghiulară giroalungită        | Bicupolă pătrată giroalungită        | Bicupolă pentagonală giroalungită        | Cupolărotondă pentagonală giroalungită                       | Birotondă pentagonală giroalungită        |
|                                         |                                            |                                      |                                          |                                                              |                                           |
|                                         |                                            |                                      |                                          |                                                              |                                           |
| Augmentate de la poliedrele             |                                            |                                      |                                          |                                                              |                                           |
| Prismă triunghiulară Antiprismă pătrată | Cupolă triunghiulară Antiprismă hexagonală | Cupolă pătrată Antiprismă octogonală | Cupolă pentagonală Antiprismă decagonală | Cupolă pentagonală Rotondă pentagonală Antiprismă decagonală | Rotondă pentagonală Antiprismă decagonală |
|                                         |                                            |                                      |                                          |                                                              |                                           |

### Prisme augmentate
Poliedrele Johnson 49–57 sunt construite prin augmentarea fețelor laterale ale prismelor cu piramide pătrate.
| Prisme triunghiulare augmentate       | Prisme triunghiulare augmentate       | Prisme triunghiulare augmentate       | Prisme pentagonale augmentate       | Prisme pentagonale augmentate       | Prisme hexagonale augmentate       | Prisme hexagonale augmentate       | Prisme hexagonale augmentate       | Prisme hexagonale augmentate       |
| J49                                   | J50                                   | J51                                   | J52                                 | J53                                 | J54                                | J55                                | J56                                | J57                                |
| ------------------------------------- | ------------------------------------- | ------------------------------------- | ----------------------------------- | ----------------------------------- | ---------------------------------- | ---------------------------------- | ---------------------------------- | ---------------------------------- |
| Prismă triunghiulară augmentată       | Prismă triunghiulară biaugmentată     | Prismă triunghiulară triaugmentată    | Prismă pentagonală augmentată       | Prismă pentagonală biaugmentată     | Prismă hexagonală augmentată       | Prismă hexagonală parabiaugmentată | Prismă hexagonală metabiaugmentată | Prismă hexagonală triaugmentată    |
|                                       |                                       |                                       |                                     |                                     |                                    |                                    |                                    |                                    |
|                                       |                                       |                                       |                                     |                                     |                                    |                                    |                                    |                                    |
| Augmentate de la poliedrele           |                                       |                                       |                                     |                                     |                                    |                                    |                                    |                                    |
| Prismă triunghiulară Piramidă pătrată | Prismă triunghiulară Piramidă pătrată | Prismă triunghiulară Piramidă pătrată | Prismă pentagonală Piramidă pătrată | Prismă pentagonală Piramidă pătrată | Prismă hexagonală Piramidă pătrată | Prismă hexagonală Piramidă pătrată | Prismă hexagonală Piramidă pătrată | Prismă hexagonală Piramidă pătrată |
|                                       |                                       |                                       |                                     |                                     |                                    |                                    |                                    |                                    |

### Poliedre platonice modificate
Poliedrele Johnson 58–64 sunt construite prin augmentarea sau diminuarea poliedrelor platonice.

#### Dodecaedre augmentate
| J58                                | J59                        | J60                        | J61                     |
| ---------------------------------- | -------------------------- | -------------------------- | ----------------------- |
| Dodecaedru augmentat               | Dodecaedru parabiaugmentat | Dodecaedru metabiaugmentat | Dodecaedru triaugmentat |
|                                    |                            |                            |                         |
|                                    |                            |                            |                         |
| Augmentate de la poliedrele        |                            |                            |                         |
| Dodecaedru și piramidă pentagonală |                            |                            |                         |
|                                    |                            |                            |                         |

#### Icosaedre diminuate și diminuate–augmentate
| Icosaedre diminuate                                    | Icosaedre diminuate                               | Icosaedre diminuate      | Icosaedre diminuate   | Icosaedru tridiminuat augmentat |
| J11 (Repetat)                                          | Uniform                                           | J62                      | J63                   | J64                             |
| ------------------------------------------------------ | ------------------------------------------------- | ------------------------ | --------------------- | ------------------------------- |
| Icosaedru diminuat (Piramidă pentagonală giroalungită) | Icosaedru parabidiminuat (Antiprismă pentagonală) | Icosaedru metabidiminuat | Icosaedru tridiminuat | Icosaedru tridiminuat augmentat |
|                                                        |                                                   |                          |                       |                                 |
|                                                        |                                                   |                          |                       |                                 |

### Poliedre arhimedice modificate
Poliedrele Johnson 65–83 sunt construite prin augmentarea, diminuarea sau girarea poliedrelor arhimedice.

#### Poliedre arhimedice augmentate
| Tetraedru trunchiat augmentat            | Cuburi trunchiate augmentate | Cuburi trunchiate augmentate | Dodecaedre trunchiate augmentate        | Dodecaedre trunchiate augmentate        | Dodecaedre trunchiate augmentate        | Dodecaedre trunchiate augmentate        |
| J65                                      | J66                          | J67                          | J68                                     | J69                                     | J70                                     | J71                                     |
| ---------------------------------------- | ---------------------------- | ---------------------------- | --------------------------------------- | --------------------------------------- | --------------------------------------- | --------------------------------------- |
| Tetraedru trunchiat augmentat            | Cub trunchiat augmentat      | Cub trunchiat biaugmentat    | Dodecaedru trunchiat augmentat          | Dodecaedru trunchiat parabiaugmentat    | Dodecaedru trunchiat metabiaugmentat    | Dodecaedru trunchiat triaugmentat       |
|                                          |                              |                              |                                         |                                         |                                         |                                         |
|                                          |                              |                              |                                         |                                         |                                         |                                         |
| Augmentate de la poliedrele              |                              |                              |                                         |                                         |                                         |                                         |
| tetraedru trunchiat cupolă triunghiulară | cub trunchiat cupolă pătrată | cub trunchiat cupolă pătrată | dodecaedru trunchiat cupolă pentagonală | dodecaedru trunchiat cupolă pentagonală | dodecaedru trunchiat cupolă pentagonală | dodecaedru trunchiat cupolă pentagonală |
|                                          |                              |                              |                                         |                                         |                                         |                                         |

#### Rombicosidodecaedre diminuate girate
| Rombicosidodecaedre girate             | Rombicosidodecaedre girate             | Rombicosidodecaedre girate           | Rombicosidodecaedre girate           |
| J72                                    | J73                                    | J74                                  | J75                                  |
| -------------------------------------- | -------------------------------------- | ------------------------------------ | ------------------------------------ |
| Rombicosidodecaedru girat              | Rombicosidodecaedru parabigirat        | Rombicosidodecaedru metabigirat      | Rombicosidodecaedru trigirat         |
|                                        |                                        |                                      |                                      |
|                                        |                                        |                                      |                                      |
| Rombicosidodecaedre diminuate          |                                        |                                      |                                      |
| J76                                    | J80                                    | J81                                  | J83                                  |
| Rombicosidodecaedru diminuat           | Rombicosidodecaedru parabidiminuat     | Rombicosidodecaedru metabidiminuat   | Rombicosidodecaedru tridiminuat      |
|                                        |                                        |                                      |                                      |
|                                        |                                        |                                      |                                      |
| Rombicosidodecaedre diminuate girate   |                                        |                                      |                                      |
| J77                                    | J78                                    | J79                                  | J82                                  |
| Rombicosidodecaedru diminuat paragirat | Rombicosidodecaedru diminuat metagirat | Rombicosidodecaedru diminuat bigirat | Rombicosidodecaedru bidiminuat girat |
|                                        |                                        |                                      |                                      |
|                                        |                                        |                                      |                                      |

J37 ar apărea și aici ca duplicat (este un rombicuboctaedru girat).

#### Alte poliedre arhimedice diminuate și girate
Alte poliedre arhimedice pot fi girate și diminuate, dar toate au ca rezultat poliedrele enumerate anterior.
| J27                                            | J3                                          | J34                                               | J6                                             | J37                                                    | J19                                                 | Uniform                                         |
| ---------------------------------------------- | ------------------------------------------- | ------------------------------------------------- | ---------------------------------------------- | ------------------------------------------------------ | --------------------------------------------------- | ----------------------------------------------- |
| Cuboctaedru girat (ortobicupolă triunghiulară) | Cuboctaedru diminuat (cupolă triunghiulară) | Icosidodecaedru girat (ortobirotondă pentagonală) | Icosidodecaedru diminuat (rotondă pentagonală) | Rombicuboctaedru girat (girobicupolă pătrată alungită) | Rombicuboctaedru diminuat (cupolă pătrată alungită) | Rombicuboctaedru bidiminuat (prismă octogonală) |
|                                                |                                             |                                                   |                                                |                                                        |                                                     |                                                 |
|                                                |                                             |                                                   |                                                |                                                        |                                                     |                                                 |
| Girate sau diminuate de la poliedrele          |                                             |                                                   |                                                |                                                        |                                                     |                                                 |
| Cuboctaedru                                    | Cuboctaedru                                 | Icosidodecaedru                                   | Icosidodecaedru                                | Rombicuboctaedru                                       | Rombicuboctaedru                                    | Rombicuboctaedru                                |
|                                                |                                             |                                                   |                                                |                                                        |                                                     |                                                 |

### Poliedre elementare
Poliedrele Johnson 84–92 nu sunt derivate din manipulările „tăiat și lipit” ale poliedrelor uniforme.

#### Antiprisme snub
Antiprismele snub pot fi construite prin alternarea antiprismelor trunchiate. Girobianticupolele sunt o altă construcție pentru antiprismele snub. Doar antiprismele snub cu cel mult 4 fețe pot fi construite din poligoane regulate. Antiprisma triunghiulară snub este icosaedrul regulat, deci nu este un poliedru Johnson.
| J84                       | Regulat                        | J85                             |
| ------------------------- | ------------------------------ | ------------------------------- |
| Bisfenoid snub ss{2,4}    | Icosaedru ss{2,6}              | Antiprismă pătrată snub ss{2,8} |
| Girobianticupolă digonală | Girobianticupolă triunghiulară | Girobianticupolă pătrată        |
|                           |                                |                                 |
|                           |                                |                                 |

#### Altele
| J86                  | J87                     | J88               |                                |
| -------------------- | ----------------------- | ----------------- | ------------------------------ |
| Sfenocoroană         | Sfenocoroană augmentată | Sfenomegacoroană  |                                |
|                      |                         |                   |                                |
|                      |                         |                   |                                |
| J89                  | J90                     | J91               | J92                            |
| Hebesfenomegacoroană | Bisfenocingulum         | Bilunulăbirotondă | Hebesfenorotondă triunghiulară |
|                      |                         |                   |                                |
|                      |                         |                   |                                |

## Clasificarea după tipul fețelor

### Poliedre Johnson cu fețe triunghiulare
Cinci poliedre Johnson sunt deltaedre, având toate fețele triunghiuri echilaterale:
| J12 Bipiramidă triunghiulară J13 Bipiramidă pentagonală J17 Bipiramidă pătrată giroalungită | J51 Prismă triunghiulară triaugmentată J84 Bisfenoid snub |

### Poliedre Johnson cu fețe triunghiulare și pătrate
Douăzeci și patru de poliedre Johnson au doar fețe triunghiulare și pătrate:
| J1 Piramidă pătrată J7 Piramidă triunghiulară alungită J8 Piramidă pătrată alungită J10 Piramidă pătrată giroalungită J14 Bipiramidă triunghiulară alungită J15 Bipiramidă pătrată alungită J16 Bipiramidă pentagonală alungită J26 Girobifastigium | J27 Ortobicupolă triunghiulară J28 Ortobicupolă pătrată J29 Girobicupolă pătrată J35 Ortobicupolă triunghiulară alungită J36 Girobicupolă triunghiulară alungită J37 Girobicupolă pătrată alungită J44 Bicupolă triunghiulară giroalungită J45 Bicupolă pătrată giroalungită | J49 Prismă triunghiulară augmentată J50 Prismă triunghiulară biaugmentată J85 Antiprismă pătrată snub J86 Sfenocoroană J87 Sfenocoroană augmentată J88 Sfenomegacoroană J89 Hebesfenomegacoroană J90 Bisfenocingulum |

### Poliedre Johnson cu fețe triunghiulare și pentagonale
Unsprezece poliedre Johnson au doar fețe triunghiulare și pentagonale:
| J2 Piramidă pentagonală J11 Piramidă pentagonală giroalungită J34 Ortobirotondă pentagonală J48 Birotondă pentagonală giroalungită J58 Dodecaedru augmentat J59 Dodecaedru parabiaugmentat | J60 Dodecaedru metabiaugmentat J61 Dodecaedru triaugmentat J62 Icosaedru metabidiminuat J63 Icosaedru tridiminuat J64 Icosaedru tridiminuat augmentat |

### Poliedre Johnson cu fețe triunghiulare, pătrate și pentagonale
Douăzeci de poliedre Johnson au doar fețe triunghiulare, pătrate și pentagonale:
| J9 Piramidă pătrată giroalungită J30 Ortobicupolă pentagonală J31 Girobicupolă pentagonală J32 Ortocupolărotondă pentagonală J33 Girocupolărotondă pentagonală J38 Ortobicupolă pentagonală alungită J39 Girobicupolă pentagonală alungită J40 Ortocupolărotondă pentagonală alungită J41 Girocupolărotondă pentagonală alungită J42 Ortobirotondă pentagonală alungită | J43 Girobirotondă pentagonală alungită J46 Bicupolă pentagonală giroalungită J47 Cupolărotondă pentagonală giroalungită J52 Prismă pentagonală augmentată J53 Prismă pentagonală biaugmentată J72 Rombicosidodecaedru girat J73 Rombicosidodecaedru parabigirat J74 Rombicosidodecaedru metabigirat J75 Rombicosidodecaedru trigirat J91 Bilunulăbirotondă |

### Poliedre Johnson cu fețe triunghiulare, pătrate și hexagonale
Opt poliedre Johnson au doar fețe triunghiulare, pătrate și hexagonale:
| J3 Cupolă triunghiulară J18 Cupolă triunghiulară alungită J22 Cupolă triunghiulară giroalungită J54 Prismă hexagonală augmentată | J55 Prismă hexagonală parabiaugmentată J56 Prismă hexagonală metabiaugmentată J57 Prismă hexagonală triaugmentată J65 Tetraedru trunchiat augmentat |

### Poliedre Johnson cu fețe triunghiulare, pătrate și octogonale
Cinci poliedre Johnson au doar fețe triunghiulare, pătrate și octogonale:
| J4 Cupolă pătrată J19 Cupolă pătrată alungită J23 Cupolă pătrată giroalungită | J66 Cub trunchiat augmentat J67 Cub trunchiat biaugmentat |

### Poliedre Johnson cu fețe triunghiulare, pentagonale și decagonale
Două poliedre Johnson au doar fețe triunghiulare, pătrate și decagonale:
| J6 Rotondă pentagonală J25 Rotondă pentagonală giroalungită |

### Poliedre Johnson cu fețe triunghiulare, pătrate, pentagonale și hexagonale
Un singur poliedru Johnson are fețe triunghiulare, pătrate pentagonale și hexagonale:
| J92 Hebesfenorotondă triunghiulară |

### Poliedre Johnson cu fețe triunghiulare, pătrate, pentagonale și decagonale
Șaisprezece poliedre Johnson au doar fețe triunghiulare, pătrate pentagonale și decagonale:
| J5 Cupolă pentagonală J20 Cupolă pentagonală alungită J21 Rotondă pentagonală alungită J24 Cupolă pentagonală giroalungită J68 Dodecaedru trunchiat augmentat J69 Dodecaedru trunchiat parabiaugmentat J70 Dodecaedru trunchiat metabiaugmentat J71 Dodecaedru trunchiat triaugmentat | J76 Rombicosidodecaedru diminuat J77 Rombicosidodecaedru diminuat paragirat J78 Rombicosidodecaedru diminuat metagirat J79 Rombicosidodecaedru diminuat bigirat J80 Rombicosidodecaedru parabidiminuat J81 Rombicosidodecaedru metabidiminuat J82 Rombicosidodecaedru bidiminuat girat J83 Rombicosidodecaedru tridiminuat |

## Poliedre Johnson inscriptibile
25 de poliedre Johnson au vârfurile pe suprafața unei sfere: 1–6,11,19,27,34,37,62,63,72–83. Toate acestea provin din câte un poliedru regulat sau uniform prin girare, diminuare sau disecție.
| Octaedru | Cuboctaedre | Cuboctaedre | Rombicuboctaedre | Rombicuboctaedre | Rombicuboctaedre |
| J1       | J3          | J27         | J4               | J19              | J37              |
| -------- | ----------- | ----------- | ---------------- | ---------------- | ---------------- |

| Icosaedre | Icosaedre | Icosaedre | Icosaedre | Icosidodecaedre | Icosidodecaedre |
| J2        | J11       | J62       | J63       | J6              | J34             |
| --------- | --------- | --------- | --------- | --------------- | --------------- |

| Rombicosidodecaedre | Rombicosidodecaedre | Rombicosidodecaedre | Rombicosidodecaedre | Rombicosidodecaedre | Rombicosidodecaedre | Rombicosidodecaedre |
| J5                  | J72                 | J73                 | J74                 | J75                 | J76                 | J77                 |
| J5                  | J78                 | J79                 | J80                 | J81                 | J82                 | J83                 |
| ------------------- | ------------------- | ------------------- | ------------------- | ------------------- | ------------------- | ------------------- |